# Arnaud Jerald
Arnaud Jerald, né le 27 février 1996 à Marseille, est un apnéiste français, actuel détenteur du record mondial d'apnée en poids constant en bi-palmes avec 126 m.

## Biographie
Arnaud Jerald découvre l’apnée grâce à la chasse sous-marine à l’âge de 7 ans aux côtés de son père. À 16 ans, il participe à son premier stage d’apnée à Marseille dans le club Massilia Sub.
Il commence la compétition en 2017 et remporte un titre de champion de France et une médaille de bronze aux championnats d'Europe. Cette année-là, il atteint les −100 mètres en monopalme pour la première fois dans la rade de Villefranche, le 25 juillet. 
L'année suivante, à 22 ans, il décroche une médaille d'argent aux championnats du monde dans la catégorie bi-palmes, avec une plongée à −101 mètres. En septembre, il signe un nouveau record de France à −102 mètres.
Le 20 mai 2019, Arnaud obtient le record du monde d'apnée en poids constant bipalmes en descendant à 108 mètres de profondeur à Charm el-Cheikh (Égypte) lors des championnats de Russie.
Le 15 septembre 2020, il obtient à nouveau le record du monde en poids constant bi-palmes en plongeant à −112 mètres lors de la Coupe d'Europe à Kalamata en Grèce.
Il obtient un autre record du monde de 120 mètres en plongée bi-palmes, poids constant, le 09 août 2022 lors du Vertical Blue aux Bahamas.
Le 20 juillet 2023, il bat à nouveau le record du monde aux Bahamas, dans sa catégorie de poids, en constant bi-palmes, avec une plongée à 122 mètres.

## Palmarès
- Champion du monde 2022 catégorie monopalmes (−123 mètres, septembre 2022)
- Record du monde d’apnée CWTB catégorie poids constant bi-palmes (−112 mètres, septembre 2020)[6]
- Record du monde d’apnée CWTB catégorie poids constant bi-palmes (−122 mètres, Juillet 2023)[6]
- Vice-champion du monde 2018 CWTB catégorie poids constant bi-palmes[8]
- Troisième au championnat du monde 2019 CWT catégorie poids constant
- Champion de France 2017 et 2019 CWTB catégorie poids constant bi-palmes
- 4 records de France CWTB :
  1. −83 mètres, juin 2017[9],[10]
  2. −92 mètres, octobre 2017
  3. −102 mètres, septembre 2018
  4. −108 mètres, mai 2019[5]
- Troisième aux championnats d'Europe 2017 CWTB catégorie poids constant bi-palmes
- Deuxième au Nice Abyss Contest 2017 et 2019 CWTB catégorie poids constant